# دائوزونگ
امپراتور دائوزونگ (به چینی:辽道宗؛ پین‌یین:Liáo Dàozōng؛ ۱۴ سپتامبر ۱۰۳۲ – ۱۲ فوریه ۱۱۰۱) امپراتور دودمان لیائو در شمال شرقی چین بود. او در ۱۰۵۵ میلادی جانشین پدرش شینگ‌زونگ گردید و تا ۱۱۰۱ میلادی - که به قتل رسید - سلطنت کرد. جای او را نوه‌اش، تیان‌زو، گرفت.
دوره سلطنت او ادامهٔ گسترش و رونق بودیسم در لیائو می‌باشد. امپراتور دائوزونگ برای نخستین بار از زمان امپراتور تای‌زونگ در ۹۴۷ میلادی، لفظ لیائو بزرگ را برای قلمرو خویش به کار برد.

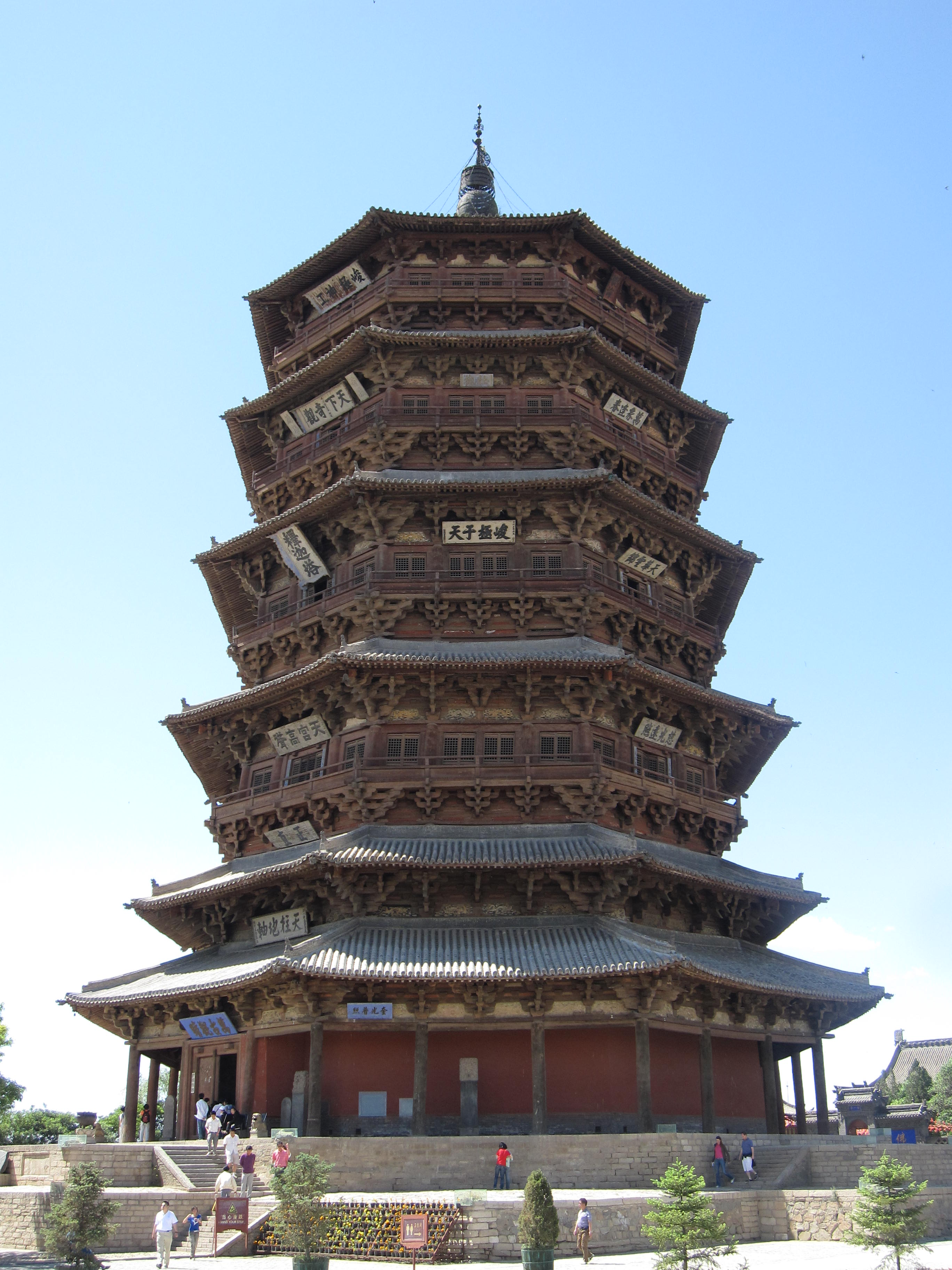
معبدی در شانشی چین برجای مانده از دوره حکومت امپراتور دائوزونگ.

او یکبار در ۱۰۶۶ میلادی از سوءقصد جان سالم بدر برد؛ هنگامی که گروهی از خیتان‌ها که از حکم دادگاه چینی مبنی بر محکومیت‍شان ناراضی بودند، حین مراسم شکار به او حمله کردند. امپراتور از این حمله نجات یافت و شورشیان نیز اعدام شدند. اما این واقعه باعث شد که او فرمانی در سال ۱۰۷۰ میلادی صادر کند که به موجب آن، دادگاه‌های مردم چین و خیتان‌ها از یکدیگر تفکیک می‌یافت.
دوره حکومت دائوزونگ با فساد و رشوه‌خواری‌های فراوان همراه شد. ولخرجی‌های او در ساخت معابد بودایی و قصرهای مختلف، بر این مشکلات می‌افزود. بسیاری از مردم زیردست او از مالیات‌های سنگین و تبعیض فراوان خشمگین بودند. خصوصاً مردم جورچن که در اواخر پادشاهی دائوزونگ دست به شورشی فراگیر زدند که عاقبت به سقوط دودمان لیائو ختم گردید.